# Tè postfermentato

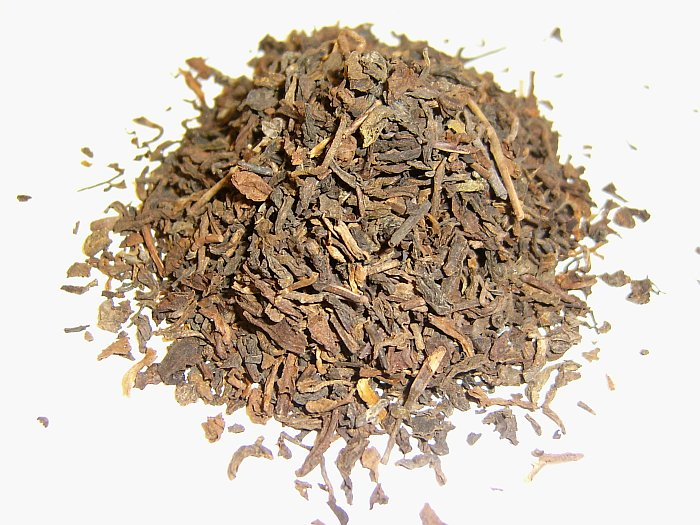
Tè Pu'er in foglie sfuse.

Il tè postfermentato è un tipo di  tè prodotto con le foglie di Camellia sinensis stabilizzate tramite torrefazione ed eventualmente essiccate, successivamente sottoposte a un processo di fermentazione-ossidazione tramite stagionatura naturale o in particolari condizioni di temperatura e umidità.
Il processo di postfermentazione (in cinese  后发酵 hòu fājiào) si differenzia da quello di ossidazione enzimatica (impropriamente chiamata "fermentazione", in cinese 发酵 fājiào) cui si sottopongono le foglie di tè appena raccolte per la produzione del tè nero e che, nel caso del tè oolong, precede la fase di torrefazione.
In Cina e nei paesi dell'Asia Orientale i tè postfermentati vengono chiamati "tè neri", (cinese 黑茶 hēichá) per il colore delle foglie e dell'infuso. Non si devono confondere con la tipologia dei tè neri conosciuti in Occidente, a loro volta chiamati "tè rossi" in Cina e in Asia Orientale.
Il tè sottoposto a questo processo di lavorazione  tipicamente presenta un infuso di colore rosso-marrone scuro, di sapore morbido, con note balsamiche e sentori di legno e terra bagnata.

## Varietà
I tè postfermentati sono prodotti solo in alcune province cinesi. Le varietà più rinomate sono:
- Tè Pu'er, Yunnan (雲南普洱茶, Yúnnán Pǔ'ěr chá)
- Lu'an, Anhui (安徽六安籃茶, Ānhuī Lù'ān lán chá)
- Liubao, Guangxi (廣西六堡茶, Guǎngxī Lìubǎo chá)
- Hunan heicha, Hunan (湖南黑茶, Húnán hēichá)
- Tè Laobian, Hubei (湖北佬扁茶, Húběi lǎobiǎn chá)
- Biancha, Sichuan (四川邊茶, Sìchuān biānchá)

Il tè Pu'er (cinese Pǔ'ěr 普洱), prodotto nelle aree montuose che circondano l'omonima contea nella provincia dello Yunnan, è la varietà più nota e il suo nome viene spesso usato per riferirsi all'intera famiglia dei tè postfermentati.